# Dryobates
Dryobates is een geslacht van vogels uit de familie van de spechten (Picidae). De naam is samengesteld uit de Oudgriekse woorden δρυς, genetief δρυος, druos, 'eik' of algemener 'boom' en βατης, batēs, wandelaar. Het geslacht telt in totaal  6 soorten.

## Kenmerken
Het zijn kleine  vogels, vaak zwart wit gekleurd met ook plekken rood in het verenkleed, meestal op de kop.

## Leefwijze
Het zijn typische bosbewoners die nestelen in holtes die ze zelf uithakken in dode bomen of afgestorven delen van levende bomen. Het zijn overwegend insecteneters, maar zij foerageren ook op bessen en noten.
In Nederland en België komt één soort als broedvogel voor: de kleine bonte specht (Dryobates minor). 

## Soorten
- Dryobates cathpharius  – Roodborstspecht
- Dryobates minor  – Kleine bonte specht
- Dryobates nuttallii  – Nuttalls specht
- Dryobates pernyii  – Halsbandspecht
- Dryobates pubescens  – Donsspecht
- Dryobates scalaris  – Ladderspecht